# FK Badnjevac
Fudbalski klub Badnjevac srbijanski je nogometni klub iz Badnjevca, općina Batočina, osnovan 1922. godine. Trenutno se natječe u Šumadijskoj okružnoj ligi, ligi petog ranga srpskog nogometa. Najuspješniji je klub iz općine Batočina.

## Povijest
Prvu nogometnu loptu u Badnjevac je 1922. godine donio student Bogosav Dragojević iz austrijskog Graza. Do 1942. godine klub se zvao Badnjevac, a od tada do 1944. godine zvao se Lepenica, a zatim Omladinac. U razdoblju od 1950. do 1952. godine klub se zove Zadrugar, a zatim ponovno Omladinac do 1991. godine kada postaje profesionalni klub pod svojim prvim imenom FK Badnjevac. Svoje prvo službeno igralište klub je dobio nakon Drugog svjetskog rata. Godine 1995. izgrađen je stadion koji prima oko 8000 mjesta, ima dvije natkrivene tribine i reflektore.
Najslavnije razdoblje počelo je početkom devedesetih. U sezoni 1990./91. klub je postao prvak Šumadijske lige, a potom je bio prvak Šumadijsko-pomoravske lige i nastavio natjecanje u Drugoj srpskoj ligi. U sezoni 1991./92. Badnjevčani su postali prvaci Druge srpske lige, skupina centar, a u sezoni 1992./93. osvojili su prvo mjesto u Srpskoj ligi Zapad. U jesen 1993. godine klub osvaja i prvo mjesto u II. B ligi. Najveći uspjeh nogometni klub Badnjevac ostvario je u sezoni 1995./96., kada je stigao do polufinala Kupa Jugoslavije. U polufinalu ih je nakon velike borbe eliminirao Partizan. U prvoj utakmici u Badnjevcu rezultat je bio 1:1, dok je u Beogradu Partizan slavio 2:1.
U sezoni 2009./10. Badnjevac je zauzeo dvanaesto mesto u Šumadijskoj okružnoj ligi. Potom je sljedeće sezone ostvario posljednje, petnaesto mjesto i ispao u Međuopćinsku ligu Rača – Knić – Batočina. No, u 2011. godini klub se nije natjecao u seniorskoj konkurenciji. Godine 2012. klub se ponovno počinje igrati u seniorskoj konkurenciji, od najnižeg ranga natjecanja, u Općinskoj ligi Batočina u kojoj osvaja drugo mjesto. Od sezone 2013./14. odlučeno je da klubovi iz općine Batočina igraju u općinskoj ligi Rača kako bi imali više utakmica, pa se i Badnjevac uključio u ovo natjecanje. Prve sezone zauzeo je treće mjesto u konkurenciji sedam klubova, a sljedeće četvrto mjesto u konkurenciji osam klubova. Nakon šest godina provedenih u najnižem rangu natjecanja u sezoni 2017./18. osvojili su 1. mjesto i plasirali se u Međuopćinsku ligu Rača – Knić – Batočina.
Nakon tri sezone u šestom rangu natjecanja Badnjevac je osvojio prvo mjesto i plasirao se u Šumadijsku okružnu ligu.

## Stadion
Stadion Badnjevac je nogometni stadion u Badnjevcu. Na njemu svoje domaće utakmice igra Badnjevac.

Stadion je jedan od rijetkih u Srbiji koji ima reflektore, bez obzira na to što se oba kluba natječu samo u šestoj ligi.

Najvažnija utakmica odigrana je 13. ožujka 1996. kada su Badnjevac i Partizan u polufinalu kupa igrali neriješeno 1:1.

Radnički 1923 i Novi Pazar igrali su nekoliko puta na ovom stadionu kao domaćini zbog kazni ili renoviranja stadiona.

Stadion je nekoliko puta ugostio kadetsku nogometnu reprezentaciju Srbije.

## Vanjske poveznice
- Profil na srbijasport.net